# مابيل بينغ هوا لي
مابيل بينغ هوا لي (بالصينية: 李美步) (1897-1966) هي مدافعة صينية عن حق اقتراع المرأة في الولايات المتحدة وعضو في العصبة النسائية للمساواة السياسية والكاهنة الفعلية لبعثة التعميد الصينية ورئيسة أول كنيسة صينية معمدانية في الحي الصيني في نيويورك لأكثر من أربعين عامًا. ولدت في الصين وقضت معطم فترات حياتها في نيويورك. درست في كلية بارنارد وجامعة كولومبيا وكانت أول امراة تنال شهادة الدكتوراه من جامعة كولومبيا. كانت زعيمة الجمعية المعمدانية الأمريكية وأسست أول كنيسة معمدانية صينية والمركز الاجتماعي الصيني في الحي الصيني في نيويورك والتي كانت مُكرسة لتقديم خدمات اجتماعية لمجتمع المهاجرين. تُعد مابيل شخصيةً معروفة في حركة حق المرأة بالاقتراع وقادت موكباً مؤيداً لحق المرأة بالاقتراع في نيويورك عام 1912. سُمح عام 1917 للنساء في نيويورك للإدلاء بأصواتهن وفي عام 1920 سمح التعديل التاسع عشر للنساء في كل أنحاء أمريكا بالتصويت. ولكن لم يُسمح لمابيل بالتصويت وذلك بسبب قانون الإقصاء الصيني الذي صدر عام 1882.

## بدايات حياتها
ولدت مابيل بينغ هوا لي في السابع من أكتوبر عام 1879 في جوانغزهو في الصين. كان والدها لي تو كاهنًا هاجر إلى الولايات المتحدة وعمل في الجمعية المعمدانية الأمريكية. كان في البداية مبشرًا للمجتمع الصيني في ولاية واشنطن عام 1889 وعُيّن بعدها كاهنًا في بعثة نجمة الصباح في نيويورك حيث أصبح عضوًا قائدًا في الحي الصيني بنيويورك. سُجل اسم أمها في وثائق تعداد النفوس الأمريكية لينيك أو ليبريك لي.
أمضت لي بدايات طفولتها في الصين، ودرست في مدرسة تبشيرية حيث تعلمت اللغة الإنجليزية. ربتها أمها وجدتها عندما كان والدها في أمريكا. يُقال أنها سافرت مع أمها إلى أمريكا في صيف عام 1900 عندما كان عمرها أربع سنوات ليُعاد لم شمل العائلة. ولكن معظم المقالات التي أتت على ذكر سفرها، بما في ذلك مقالة نيويورك تريبيون عام 1912، قالت أنها لم تسافر حتى عام 1905. كانت الطفلة الوحيدة ولكن ذات المقال في نيويورك تريبيون ذكرت أن لها أخت صعيرة. سكنت عائلتها في مبنى سكني في 53 شارع بايارد في الحي الصيني. درست مابيل في المدارس العامة في نيويورك وبخاصة مدرسة إيراسموس هول الثانوية في بروكلين وهي المدرسة التي كانت تُعنى باستضافة العدد المتزايد من أطفال المهاجرين.

### التعليم
درست لي، عام 1913، في كلية بارنارد وتخصصت في التاريخ والفلسفة. انضمت إلى نادي النقاش ورابطة الطلاب الصينيين، وكتبت مقالات لمجلة الطلاب الصينيين الشهرية، ودافعت عن حق المرأة في التصويت ودعت إلى المساواة باعتبارها ضرورة للديمقراطية. حتى أنها ترشحت ضد تسي فين سونج، الذي أصبح فيما بعد وزير المالية في الحكومة الوطنية الصينية، لرئاسة رابطة الطلاب الصينيين في خريف عام 1916. حصلت أيضًا، أثناء دراستها في كلية بارنارد، على درجة الماجستير في الإدارة التعليمية.
قُبلت لي، في عام 1917، في جامعة كولومبيا للحصول على الدكتوراه في الاقتصاد. أعجبت الحكومة الصينية بأبحاثها في الاقتصاد الزراعي ومنحتها منحة بوكسر التعويضية التي سمحت لها بمواصلة دراستها. أصبحت لي أول امرأة تحصل على هذه المنحة. شغلت لي منصب نائب رئيس نادي كولومبيا الصيني وأصبحت محررة مشاركة في مجلة الطلاب الصينيين الشهرية. تخرجت لي عام 1921 أو 1922 وأصبحت أول امرأة تحصل على درجة الدكتوراه من جامعة كولومبيا. اختارتها لجنة مجلس جماعة كولومبيا لتصبح باحثة جامعية في الاقتصاد لعملها البحثي في الاقتصاد الزراعي. كانت تلك هي المرة الأولى التي يحصل فيها طالب صيني على هذه الجائزة. كانت أطروحتها الأخيرة بعنوان «التاريخ الاقتصادي للصين: إشارة خاصة إلى الزراعة» ونُشرت لاحقًا. كانت أطروحتها أول نص في الاقتصاد الزراعي يكتبه طالب صيني مُغترب إذ حافظت على رؤية متوازنة للإيديولوجية الاقتصادية الغربية والفكر الاقتصادي الصيني التقليدي في سياق الإصلاح الزراعي الحديث.

### ما بعد التعليم
سافرت لي، بعدما أنهت دراستها، إلى أوروبا عام 1923 لدراسة اقتصاد ما بعد الحرب. كتبت عنها صحيفة المعمدانيين المحلية «في 28 مارس 1923، أبحرت الآنسة لي إلى فرنسا حيث تعمل الآن في دراسة الاقتصاد الأوروبي، في إطار الاستعداد الكامل لخدمة وطنها الأم، الصين. ينتظرها منصب فيه ثقة كبيرة وإشارة الشرف عند وصولها إلى الصين». حصلت لي على العديد من فرص العمل بما في ذلك عرض من شركة صينية مهتمة بالتجارة بين الولايات المتحدة والصين. كما عُينت مسؤولةً عن الطالبات في جامعة أموي، والتي تُعرف الآن بجامعة شيامن. ولكن بعد وفاة والدها المفاجئة عادت إلى مدينة نيويورك عام 1924 لتعتني بوالدتها. عينتها جمعية البعثات المعمدانية الأمريكية لتولي مهام والدها وأصبحت رئيسًا لبعثة نجمة الصباح. واصلت لي السفر إلى وطنها، متلهفةً للانضمام إلى الجيل الجديد من العمال ومساعدة شعب الصين، ولكن في رحلتها الثالثة إلى الصين في عام 1937، قررت خلاف ذلك. لعل التمييز العنصري والجندري سيقلل من فرصها في تحقيق أهدافها، وأصبح العيش في الصين غير آمن مع الغزو الياباني وبداية الحرب الصينية اليابانية الثانية. هذه العوامل إلى جانب واجباتها العائلية والدينية ساعدتها في النهاية على أن تقرر البقاء في نيويورك.

## حق المرأة بالاقتراع
تأثر وعي مابيل لي المبكر بحق الاقتراع والقومية بآراء والدها الدينية والقومية عن الصين والبيئة الليبرالية في نيويورك. قبل أن تكتب مقالات تدافع عن المساواة في مجلة الطلاب الصينيين، كانت تقود مواكب في سن المراهقة في الحملة من أجل حق المرأة بالاقتراع في ولاية نيويورك. في الرابع من مايو عام 1912، قادت لي البالغة من العمر ستة عشر عامًا موكبًا لدعم حق المرأة بالاقتراع مع نساء مثل آني رينسيلير تينكر، الاتحاد السياسي النسائي وآنا هوارد شو في نيويورك. كبر الموكب ليتحول إلى حشد كبير، وقارب أن يصل إلى عشرة آلاف شخص. حملت شو لافتة رابطة المرأة الأمريكية الوطنية لحق المرأة في الاقتراع مكتوب عليها: «تلحق رابطة المرأة الأمريكية الوطنية لحق المرأة في الاقتراع الصينيات»، بينما كانت لي تقود الموكب . كما قادت النساء الصينيات والأميركيات الصينيات في موكب نحو نهاية الجادة الخامسة عام 1917 بصفتها عضوًا في رابطة المساواة السياسية للمرأة.

في عدد 1914 من مجلة الطلاب الصينيين الشهرية، كتبت لي أن النسوية هي امتداد للديمقراطية أو العدالة الاجتماعية وتكافؤ الفرص للمرأة. واصلت كتابة المقالات طوال فترتها في الكلية، داعيةً إلى المساواة بين الجنسين لكنها بدأت أيضًا في إلقاء الخطابات. في ورشة الاقتراع عام 1915، ألقت لي خطابًا غطته صحيفة نيويورك تايمز. كان الخطاب بعنوان الصين تغرق حتى نصفها إذ قالت:
إن رفاهية الصين، وربما وجودها ذاته كدولة مستقلة، تعتمد على تقديم العدالة المتأخرة للجنس البشري. لأنه لا يمكن لأي دولة أن تحقق تقدمًا حقيقيًا ودائمًا في الحضارة ما لم تكن نساؤها تتقدم بمحاذاة رجالها إن لم تكن جنبهم بشكل فعلي.
في عام 1917، فازت النساء بالحق في الاقتراع في ولاية نيويورك، ما أدى لتعديل دستور الولاية. ومع ذلك، لم تتمكن لي نفسها من ممارسة هذا الحق الدستوري بسبب قوانين التجنيس الفيدرالية التمييزية في ذلك الوقت. منع قانون الإقصاء الصيني، الذي لم يُلغَ حتى عام 1943، المهاجرين الصينيين من عملية التجنيس. في الوقت الذي ناضلت فيه لي من أجل المساواة والحق في التصويت، لم تتمكن هي وغيرها من النساء المهاجرات من جني الفوائد إلا بعد سنوات. دعمت والدتها حركة الاقتراع لكنها لم تستطع التصويت. من غير الواضح ما إذا كانت لي قد صوتت أو أصبحت مواطنة أمريكية.
وفقا لمقال نشر في عام 1912 في نيويورك تريبيون، فإن تعريف لي للاقتراع بدا أكثر لصالح الرجل. كتب كاتب المقال «لعل هذا هو الفرق الكبير بين المثل العليا الأمريكية والصينية في التعليم. المثل الصيني هو جعل الفتاة تشعر بالراحة والبهجة لوالديها ولزوجها لاحقًا. والمثل الأعلى الأمريكي هو مساعدة الفتاة نحو تقدمها من أجل متعتها الخاصة».

## الوزارة

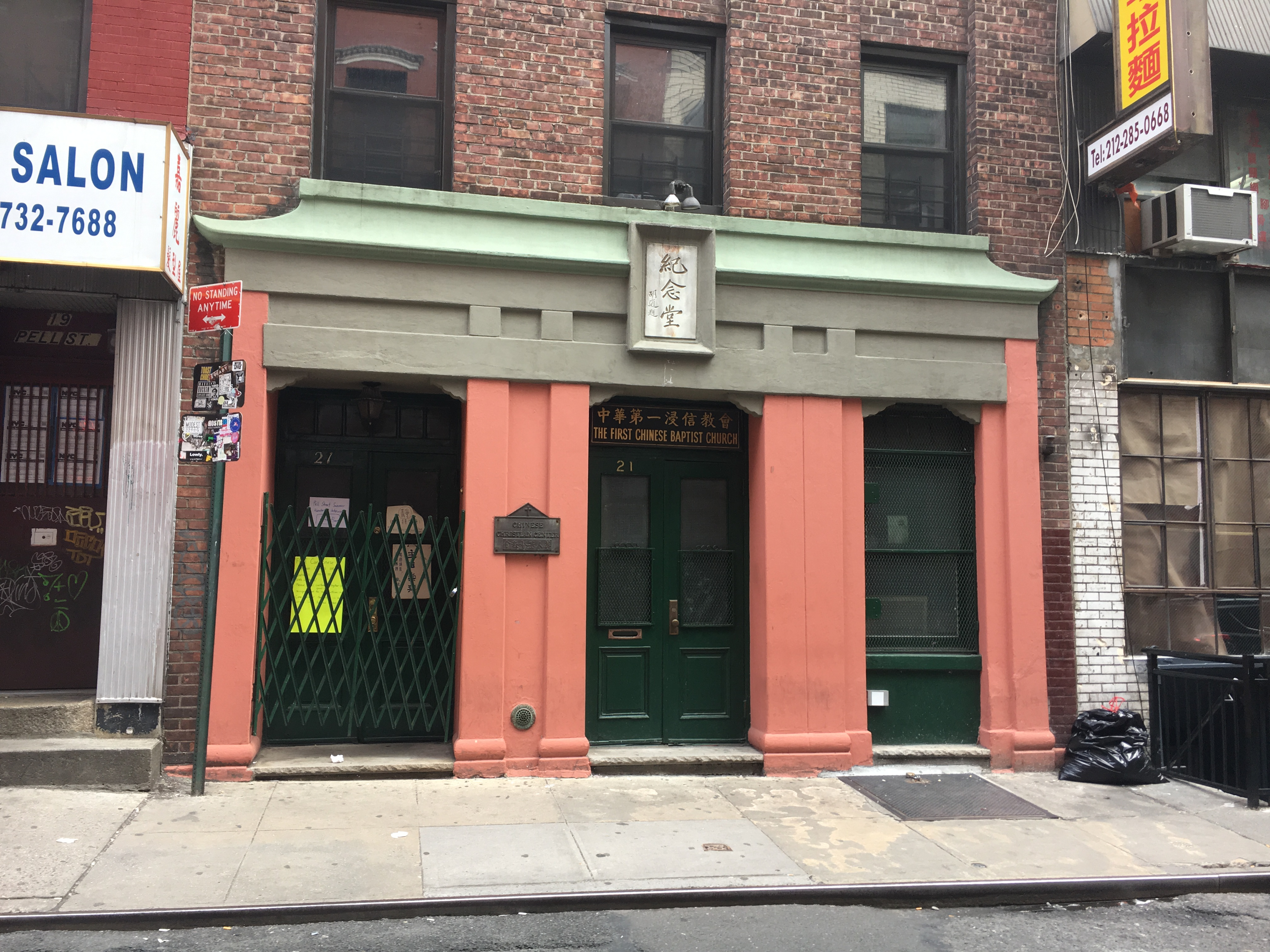
أول كنيسة معمدانية صينية في 21 شارع بيل، أسستها مابيل لي عام 1926

عندما توفي والد مابيل لي بنوبة قلبية عام 1924، تولت دورها كرئيس للبعثة المعمدانية في الحي الصيني في سن الثامنة والعشرين. على الرغم من أن هذا كان من المفترض أن يكون موقفًا مؤقتًا، فقد أصبح عمل حياتها. سافرت لي ثلاث مرات إلى الصين خلال عشرينيات وثلاثينيات القرن الماضي، وحتى كانت لديها عروض عمل تنتظرها هناك، لكنها اختارت في النهاية الإقامة في نيويورك والتركيز على كنيسة أبيها.
بدأت لي بجمع الأموال من جمعية بعثة المعمدانيين الأمريكيين ومنظمات أمريكية صينية محلية للمساعدة في تمويل مركز مسيحي صيني في ذكرى والدها. اشترت عام 1926، مبنى لهذا المركز المجتمعي في 21 شارع بيل في الحي الصيني. قدم المركز دروسًا في اللغة الإنجليزية وعيادة طبية وروضة أطفال. اعتقدت لي أن وجود كنيسة صينية مستقلة أمر مهم لتوفير الدعم والشعور بالحرية لأفراد مجتمعها، الذين هُمشوا واضطهدوا في المجتمع الأمريكي. وجهة نظرها القائلة بأن هناك حاجة إلى وجود المسيحية الصينية وليس البروتستانتية الأمريكية الأوروبية قد أدت في بعض الأحيان إلى هلافات مع البعثة المعمدانية الكبيرة التي يقودها البيض في مدينة نيويورك. تمكنت لي، عام 1954، من الحصول على لقب ملكية 21 شارع بيل فقط لصالح الكنيسة المعمدانية الصينية الأولى والتي أصبحت منذ ذلك الحين مستقلة تمامًا. ومن المفارقات أن هذا الاستقلال تزامن مع تزايد علمنة الأجيال الشابة من الأميركيين الصينيين، والذي أدى إلى تضاؤل العضوية في الكنيسة. ومع ذلك، أصبحت الكنيسة تحت قيادتها أول كنيسة صينية تدعم نفسها بنفسها في أمريكا. بصفتها أمريكية صينية تتكلم لغتين، تمكنت لي من تقديم مساعدة كبيرة لمجتمع المهاجرين من الطبقة العاملة الصينية من خلال توفير دروس لتعليم اللغة الإنجليزية والكتابة على الآلة الكاتبة والبث والنجارة بالإضافة إلى مهارات مفيدة أخرى. شاركت لي في الوعظ وتدريس رياض الأطفال ومدرسة الأحد. عملت الكنيسة في عدة نواحي كمركز خدمة اجتماعية تحت اسم المجتمع الصيني.
لا تزال الكنيسة المعمدانية الصينية الأولى قائمة ولا تزال تقدم الخدمات الاجتماعية التي بدأتها لي وتسعى جاهدةً للحفاظ على الحقوق المدنية للمجتمع الذي حاربت من أجله.

## الحياة الشخصية والموت
لم تتزوج مابيل لي قط وتمكنت من الحفاظ على استقلالها الاقتصادي. كان هذا أسلوب حياة النساء اللاتي حصلن على تعليم عالٍ أثناء فترة حياة لي. لم تعد إلى دراستها الأكاديمية أبدًا، حتى بعد أن اقترحت صديقتها هو شي أن تواصل اهتماماتها الدراسية والفكرية. اختارت لي أن تكرس حياتها للمسيح ومجتمع الحي الصيني حتى وفاتها في عام 1966. كانت تبلغ من العمر 70 عامًا.

## الإرث
في نوفمبر 2017، قُدم اقتراح في الكونغرس من قبل النائب نيديا فيلازكويز لإعادة تسمية مكتب البريد التابع لمحطة الحي الصيني في 6 شارع دويرز تكريمًا لمابيل لي. مُرِرَ مشروع القانون في مجلس النواب الأمريكي في مارس 2018. وكان هناك حفل تأبين في الكنيسة المعمدانية الصينية الأولى في 21 شارع بيل في 3 ديسمبر 2018 الساعة الحادية عشر صباحًا.
في مارس 2018 ، كُرمت لي بصفتها واحدة من سلسلة مميزة من الناشطات في مجال حق المرأة في التصويت في أكشاك LinkNYC في مدينة نيويورك كجزء من شراكة مع متحف مدينة نيويورك.